# サンキュ!
サンキュ!は、ベネッセコーポレーション（以下「ベネッセ」）が月刊発行している生活実用情報誌。また、それらに係わるWebサービスなどの名称でもある。

## 概要
1996年4月に、生活情報誌ジャンルでは多くの競合誌が市場占有率を握る中で創刊する。2022年3月現在、販売部数は市販女性誌において7期連続の一位である。
創刊当初は、読者の60〜70％が専業主婦だったが、2011年に3.7%であった男性読者比率が2015年に10.7%と約3倍に増加し、2015年に開始した電子版サービスｄマガジンにおいても、読者の約3割を男性が占め、雑誌の妻から夫への回読率も月平均35％にのぼる。女性読者の職業は専業主婦4割、共働き6割。うち常勤勤務が2割弱であり、男性読者の配偶者の職業は専業主婦3割弱、共働き7割超、うち常勤勤務は4割超であることから、男性読者は常勤勤務の配偶者が多い。
2025年6月2日付で、ベネッセコーポレーションから新設分割で設立されるARIGATO株式会社へ移管されると同時に、ARIGATO株式会社はジェイドグループの子会社となる予定。

## 沿革
出典
- 1996年4月2日 - 創刊。表紙は小林聡美。
- 1997年 - イラストレーターのかつまたひろこや亀岬美恵などを起用したイラスト表紙を採用。タレントのちはるが表紙に登場。
- 2001年 - ムック「サンキュ!HAPPY家計簿」を刊行。
- 2006年 - 2006年1月号の表紙に読者モデルが初登場。同年4月、ちはるが出演する創刊10周年記念テレビCM放映。サンキュ!の雑誌やWEBで展開した連載「熟れすぎMAGO」は10年におよぶ人気企画となる。
- 2007年 - WEBコンテンツ「サンキュ!学園」を開設。その後、名称を「口コミサンキュ!」に変更し、2019年に更新を停止。2020年に新たなWEBコンテンツ「サンキュ!STYLE」を開設
- 2011年 - 読者向けイベント「主婦コレ!」を開催。以降、毎年ホテルなどで開催した。その後、「あしたのわたしフェス」や「あなたにちょっといい未来Fes」に変わりながら開催されている。同年3月3日に、YouTubeを初投稿する。

- 2012年 - 読者取材から生まれた企画「おうち外食」がヒットし、ムックが複数刊行される。
- 2013年 - 子どもの生活面での自立心と基礎力を育むことを目的とする「生活育」プロジェクトを始動。複数の連載を展開したほか、イベントも開催した。
- 2014年 - 結婚5年目、10年目といった節目に、家族みんなで再び結婚式を挙げるといったセレモニーが読者の中で流行したため、「アニバーサリー婚」の特集を展開する。
- 2015年 - 2015年に開始したｄマガジンで配信を始める[5]。
- 2016年 - 創刊20周年に「あしたのわたしフェス」を渋谷ヒカリエで開催。
- 2017年 - 電子版を中心に男性の読者が増加したことから、男性の家庭進出を応援する「男の生活力向上委員会」を立ち上げる。家事を主体的にやる男性を「うちパパ」と命名し連載を展開する。
- 2018年 - 一般社団法人日本ABC協会の調査で、2018年1～6月の平均販売部数が市販女性誌において一位となる[9]。
- 2019年3月26日 - App Storeから「totonou」を配信する[10]。後に、Google Playからも配信する[11]。
- 2020年 - 総勢3,500名の主婦ブロガー組織を再編し、サンキュ!STYLEライター、インスタグラマー、YouTuberなどからなるアンバサダー組織を立ち上げる。「あなたにちょっといい未来。」というコンセプトを掲げ、健康・美容、サステナビリティ、夫家事をテーマにしたプロジェクトを始動する。同年10月には、オンラインイベント「あなたにちょっといい未来Fes」を開催し、Mattがゲストとして登場した。
- 2021年 - 創刊25周年記念して、初の付録つき雑誌を発売。また、暮らしをテーマに発信しているインフルエンサーの中から強い共感や信頼を得ている人、新時代に活躍が予見される人を選出・表彰する「25thサンキュ!アンバサダーアワード」を開催し、32名が受賞した。
- 2022年3月 - 創刊26周年を迎える創刊記念5月号（2022年3月25日発売）から、サイズが小さくなる。同年4月11日、多くの女性がコロナ禍で心身の不調を感じている状況を受けて、オンライン講座「Fit&Care」を始動する。肩こり・疲れ・ストレスなどの悩み別にレッスンを提案するほか、整体師、理学療法士、ヨガインストラクターなど、プロ講師によるリアルタイムでのレッスンを提供。
- 2025年6月 - 発行・発売元がARIGATO株式会社に移管される予定。